# Бранислав Јеленковић
Бранислав Јеленковић (Нови Сад, 29. октобар 1950) српски је физичар и академик, дописни члан састава Српске академије науке и уметности од 1. новембра 2012.

## Биографија
Завршио је основне студије на Електротехничком факултету Универзитета у Београду 1974. године, магистарске на Природно-математичком факултету Универзитета у Београду 1977, докторат 1983. и последокторске студије у Истраживачком институту у Болдеру 1995. Радио је као научни саветник на Институту за физику од 1995, као руководилац Центра за фотонику Института за физику у Београду, као директор самосталног предузећа Института за физику Оптел и као предавач на последипломским студијама на Физичком факултету Универзитета у Београду. Оснивач је и потпредседник Оптичког друштва Србије, члан је Управног одбора Астрономске опсерваторије од 2007, био је председник Матичног одбора за физику Министарства просвете и науке 2008—2013, члан је Матичног одбора за нове материјале и нанотехнологију од 2010. и дописни члан Српске академије науке и уметности од 1. новембра 2012. Уредник је два издања часописа Acta Physica Polonica. Добитник је награде америчког Националног истраживачког савета 2003. и награде за научни рад Института за физику 2009.